# Semieje mayor y semieje menor

El semieje mayor (a) y el semieje menor (b) de una elipse

Eje mayor (rojo), eje menor (azul) y semilatus rectum (verde) de una elipse

En geometría, el eje mayor de una elipse es su diámetro más largo: un segmento que pasa por el centro y por ambos focos, con extremos en los dos puntos más separados del perímetro. El semieje mayor es el semidiámetro más largo o la mitad del eje mayor y, por lo tanto, se extiende desde el centro pasando a través de un foco y hasta el perímetro. El semieje menor de una elipse o hipérbola es un segmento de línea que se encuentra en ángulo recto con el semieje mayor y tiene un extremo en el centro de la curva cónica. Para el caso especial de una circunferencia, las longitudes de los semiejes son iguales a su radio.
La longitud del semieje mayor a de una elipse está relacionada con la longitud del semieje menor b a través de excentricidad e y el semilatus rectum {\displaystyle \ell }, de la siguiente manera:
{\displaystyle {\begin{aligned}b&=a{\sqrt {1-e^{2}}}\\\ell &=a(1-e^{2})\\a\ell &=b^{2}\end{aligned}}}
El semieje mayor de una hipérbola, por convenio, es la mitad de la distancia mínima entre sus dos ramas (con signo más o menos). Por lo tanto, es la distancia desde el centro hasta un vértice de la hipérbola.
Una parábola se puede obtener como el límite de una secuencia de elipses donde un foco se mantiene fijo mientras que el otro puede moverse arbitrariamente lejos en una dirección, manteniendo {\displaystyle \ell } fijo. Por lo tanto, a y b tienden al infinito, a más rápido que b.
Los ejes mayor y menor son el ejes de simetría de la curva: en una elipse, el eje menor es el más corto; en una hipérbola, es el que no se cruza con la hipérbola.

## Elipse
La ecuación de una elipse es:
{\displaystyle {\frac {(x-h)^{2}}{a^{2}}}+{\frac {(y-k)^{2}}{b^{2}}}=1,}
donde (h, k) es el centro de la elipse en coordenadas cartesianas, en el que un punto arbitrario viene dado por (x, y).
El semieje mayor es el valor medio de las distancias máxima y mínima {\displaystyle r_{\text{max}}} y {\displaystyle r_{\text{min}}} a la elipse desde un foco, es decir, de las distancias desde un foco a los puntos finales del eje mayor:
{\displaystyle a={\frac {r_{\text{max}}+r_{\text{min}}}{2}}.}
En astronomía, estos puntos extremos se denominan ápsides.
El semieje menor de una elipse es la media geométrica de estas distancias:
{\displaystyle b={\sqrt {r_{\text{max}}r_{\text{min}}}}.}
La excentricidad de una elipse se define como
{\displaystyle e={\sqrt {1-{\frac {b^{2}}{a^{2}}}}},}
luego
{\displaystyle r_{\text{min}}=a(1-e),\quad r_{\text{max}}=a(1+e).}
Ahora considérese la ecuación en coordenadas polares, con un foco en el origen y el otro en la dirección {\displaystyle \theta =\pi }:
{\displaystyle r(1+e\cos \theta )=\ell .}
El valor medio de {\displaystyle r=\ell /(1-e)} y {\displaystyle r=\ell /(1+e)}, para {\displaystyle \theta =\pi } y {\displaystyle \theta =0} es
{\displaystyle a={\frac {\ell }{1-e^{2}}}.}
En una elipse, el semieje mayor es la media geométrica de la distancia desde el centro a cualquiera de los focos y la distancia desde el centro a cualquier directriz.
El semieje menor de una elipse va desde el centro de la elipse (un punto a medio camino sobre el segmento que une los dos focos) hasta el borde de la elipse sobre el eje y. El semieje menor es la mitad del eje menor, que es el segmento más largo perpendicular al eje mayor que conecta dos puntos en el borde de la elipse.
El semieje menor b está relacionado con el semieje mayor a a través de la excentricidad e y el semilatus rectum {\displaystyle \ell }, de la siguiente manera:
{\displaystyle {\begin{aligned}b&=a{\sqrt {1-e^{2}}},\\a\ell &=b^{2}.\end{aligned}}}
Como ya se ha señalado, una parábola se puede obtener como el límite de una secuencia de elipses donde un foco se mantiene fijo mientras que el otro puede moverse arbitrariamente lejos en una dirección, manteniendo {\displaystyle \ell } fijo. Por tanto, a y b tienden al infinito, a más rápido que b.
La longitud del semieje menor también se puede encontrar usando la siguiente fórmula:
{\displaystyle 2b={\sqrt {(p+q)^{2}-f^{2}}},}
donde f es la distancia entre los focos, y p y q son las distancias desde cada foco a cualquier punto de la elipse.

## Hipérbola
El semieje mayor de una hipérbola es, según la convención, la mitad de la distancia mínima entre las dos ramas (con signo más o menos); si es a en la dirección x, la ecuación es:
{\displaystyle {\frac {\left(x-h\right)^{2}}{a^{2}}}-{\frac {\left(y-k\right)^{2}}{b^{2}}}=1.}
En términos del semilatus rectum y la excentricidad se tiene que
{\displaystyle a={\ell  \over e^{2}-1}.}
El eje transversal de una hipérbola coincide con el eje mayor.
En una hipérbola, se puede dibujar un eje conjugado o eje menor de longitud {\displaystyle 2b}, correspondiente al eje menor de una elipse, perpendicular al eje transversal o eje mayor, conectando este último los dos vértices de la hipérbola, con los dos ejes que se cruzan en el centro de la hipérbola. Los puntos finales {\displaystyle (0,\pm b)} del eje menor se encuentran a la altura de las asíntotas sobre/debajo de los vértices de la hipérbola. Cualquiera de las dos mitades del eje menor se denomina semieje menor, de longitud b. Denotando la longitud del semieje mayor (distancia desde el centro a un vértice) como a, las longitudes del semieje menor y del semieje mayor aparecen en la ecuación de la hipérbola en relación con estos ejes de la siguiente manera:
{\displaystyle {\frac {x^{2}}{a^{2}}}-{\frac {y^{2}}{b^{2}}}=1.}
El semieje menor es también la distancia desde uno de los focos de la hipérbola a una asíntota. A menudo llamado parámetro de impacto, es importante en física y astronomía, y mide la distancia a la que pasaría una partícula del foco si su viaje no fuese perturbado por la atracción del cuerpo situado en el foco.
El semieje menor y el semieje mayor están relacionados mediante la excentricidad de la siguiente manera:
{\displaystyle b=a{\sqrt {e^{2}-1}}.}
Téngase en cuenta que en una hipérbola b puede ser más grande que a.

## Astronomía

### Período orbital

Gráfico logarítmico del período T frente al semieje mayor a (promedio de afelio y perihelio) de algunas órbitas del Sistema Solar (las cruces denotan los valores usados por Kepler), que muestra que a³/T² es constante (línea verde)

En astrodinámica, el período orbital T de un cuerpo pequeño que orbita un cuerpo central en una órbita circular o elíptica es:
{\displaystyle T=2\pi {\sqrt {\frac {a^{3}}{\mu }}},}
donde:
a es la longitud del semieje mayor de la órbita,
{\displaystyle \mu } es la constante gravitatoria de un cuerpo central.
Téngase en cuenta que para todas las elipses con un semieje mayor dado, el período orbital es el mismo, sin tener en cuenta su excentricidad.
El momento angular específico h de un cuerpo pequeño que orbita un cuerpo central en una órbita circular o elíptica es
{\displaystyle h={\sqrt {a\mu (1-e^{2})}},}
donde:
a y {\displaystyle \mu } son como se definen arriba
e es la excentricidad de la órbita.
En astronomía, el semieje mayor es uno de los elementos orbitales más importantes de una órbita, junto con su período orbital. Para los objetos del sistema solar, el semieje mayor está relacionado con el período de la órbita por tercera ley de Kepler (originalmente deducida empíricamente):
{\displaystyle T^{2}\propto a^{3},}
donde T es el período y a es el semieje mayor. Esta fórmula resulta ser una simplificación de la fórmula general del problema de los dos cuerpos, según lo determinado por Newton:
{\displaystyle T^{2}={\frac {4\pi ^{2}}{G(M+m)}}a^{3},}
donde G es la constante de gravitación universal, M es la masa del cuerpo central y m es la masa del cuerpo en órbita. Por lo general, la masa del cuerpo central es mucho mayor que la del cuerpo en órbita, por lo que m puede ignorarse. Hacer esa suposición y usar unidades típicas de astronomía da como resultado la forma más simple que descubrió Kepler.
La trayectoria del cuerpo en órbita alrededor del baricentro y respecto al cuerpo principal son elipses. El semieje mayor se usa a veces en astronomía como la distancia entre el cuerpo primario y el secundario cuando la relación entre la masa primaria y la secundaria es significativamente grande ({\displaystyle M\gg m}). Así, los parámetros orbitales de los planetas se dan en términos heliocéntricos. La diferencia entre las órbitas respecto al cuerpo primario y la "absoluta" se puede ilustrar mejor observando el sistema Tierra-Luna. La relación de masa en este caso es 81,30059. La distancia característica Tierra-Luna, el semi-eje mayor de la órbita lunar "geocéntrica", es de 384 400 km. Dada la excentricidad de la órbita lunar e = 0,0549, su semieje menor mide 383 800 km. Por lo tanto, la órbita de la Luna es casi circular. La órbita lunar baricéntrica, por otra parte, tiene un semieje mayor de 379 730 km, y la contra-órbita de la Tierra tomando la diferencia, tiene un semieje mayor de 4670 km. La velocidad orbital baricéntrica media de la Luna es de 1,010 km/s, mientras que la de la Tierra es de 0,012 km/s. El total de estas velocidades da una velocidad orbital media lunar geocéntrica de 1,022 km/s; por lo que se puede obtener casi el mismo resultado considerando solo el valor del semieje mayor geocéntrico.

### Distancia media
A menudo se dice que el semieje mayor es la distancia "media" entre el foco principal de la elipse y el cuerpo en órbita. Esto no es del todo exacto, porque depende del promedio que se tome.
- Promediar la distancia sobre la anomalía excéntrica de hecho da como resultado el semieje mayor.
- Promediar sobre la anomalía verdadera (el ángulo orbital verdadero, medido en el foco) da como resultado el eje semi-menor {\displaystyle b=a{\sqrt {1-e^{2}}}}.
- Promediando sobre la anomalía media (la fracción del período orbital que ha transcurrido desde el pericentro, expresada como un ángulo) da el promedio de tiempo {\displaystyle a\left(1+{\frac {e^{2}}{2}}\right)\,}.

El valor promediado en el tiempo del recíproco del radio, {\displaystyle r^{-1}}, es {\displaystyle a^{-1}}.

### Energía; cálculo de semieje mayor a partir de vectores de estado
En astrodinámica, el semieje mayor a se puede calcular a partir de los vectores de estado orbital:
{\displaystyle a=-{\frac {\mu }{2\varepsilon }}}
para una órbita elíptica y, según la convención, el mismo o
{\displaystyle a={\frac {\mu }{2\varepsilon }}}
para una trayectoria hiperbólica, y
{\displaystyle \varepsilon ={\frac {v^{2}}{2}}-{\frac {\mu }{|\mathbf {r} |}}}
(energía orbital específica) y
{\displaystyle \mu =GM,} (parámetro gravitacional estándar), donde:
v es la velocidad orbital del vector velocidad de un objeto en órbita,
r es el vector de posición en coordenadas cartesianas de un objeto en órbita respecto al sistema de referencia con respecto al que se calcularán los elementos de la órbita (por ejemplo, ecuatorial geocéntrico para una órbita alrededor de la Tierra, o eclíptico heliocéntrico para una órbita alrededor del Sol),
G es la constante de gravitación universal,
M es la masa del cuerpo gravitante y
{\displaystyle \varepsilon } es la energía específica del cuerpo en órbita.
Se debe tener en cuenta que para una determinada cantidad de masa total, la energía específica y el semieje mayor son siempre los mismos, independientemente de la excentricidad o de la relación de las masas. Por el contrario, para una masa total y un semieje mayor dados, la energía orbital específica total es siempre la misma. Esta afirmación siempre será cierta bajo cualquier condición dada.

### Semieje mayor y semieje menor de las órbitas de los planetas
Las órbitas de los planetas siempre se citan como ejemplos principales de elipses (según la primera ley de Kepler). Sin embargo, la diferencia mínima entre los semiejes mayor y menor muestran que son virtualmente circulares en apariencia. Esa diferencia (o relación) se basa en la excentricidad y se calcula como {\displaystyle {\frac {a}{b}}={\frac {1}{\sqrt {1-e^{2}}}}}, que para las excentricidades planetarias del sistema solar produce resultados muy pequeños.
La razón para la suposición de órbitas marcadamente elípticas probablemente proviene de la diferencia mucho mayor entre el afelio y el perihelio. Esa diferencia (o relación) también se basa en la excentricidad y se calcula como {\displaystyle {\frac {r_{\text{a}}}{r_{\text{p}}}}={\frac {1+e}{1-e}}}. Debido a la gran diferencia entre afelio y perihelio, la segunda ley de Kepler se visualiza fácilmente.
|          | Excentricidad | Semieje mayor a (UA) | Semieje menor b (UA) | Diferencia (%) | Perihelio (UA) | Afelio (UA) | Diferencia (%) |
| -------- | ------------- | -------------------- | -------------------- | -------------- | -------------- | ----------- | -------------- |
| Mercurio | 0.206         | 0.38700              | 0.37870              | 2.2            | 0.307          | 0.467       | 52             |
| Venus    | 0.007         | 0.72300              | 0.72298              | 0.002          | 0.718          | 0.728       | 1.4            |
| Tierra   | 0.017         | 1.00000              | 0.99986              | 0.014          | 0.983          | 1.017       | 3.5            |
| Marte    | 0.093         | 1.52400              | 1.51740              | 0.44           | 1.382          | 1.666       | 21             |
| Júpiter  | 0.049         | 5.20440              | 5.19820              | 0.12           | 4.950          | 5.459       | 10             |
| Saturno  | 0.057         | 9.58260              | 9.56730              | 0.16           | 9.041          | 10.124      | 12             |
| Urano    | 0.046         | 19.21840             | 19.19770             | 0.11           | 18.330         | 20.110      | 9.7            |
| Neptuno  | 0.010         | 30.11000             | 30.10870             | 0.004          | 29.820         | 30.400      | 1.9            |